# Литтон-Кобболд, Дэвид, 2-й барон Кобболд
Дэвид Энтони Фромантил Литтон-Кобболд, 2-й барон Кобболд (англ. David Antony Fromanteel Lytton-Cobbold, 2nd Baron Cobbold; 14 июля 1937 года — 9 мая 2022) — британский наследственный пэр и бывший член Палаты лордов.

## Ранняя жизнь
Родился 14 июля 1937 года. Старший сын Кэмерона Фромантила Кобболда, 1-го барона Кобболда (1904—1987), и леди Маргарет Гермионы Миллисент Булвер-Литтон (1905—2004). Он с рождения был известен как Дэвид Энтони Фромантил Кобболд, но 10 января 1961 года изменил свою фамилию на Литтон-Кобболд . Он является членом семьи Литтон (графы Литтон) через свою мать, Гермиону Кобболд (урожденную Бульвер-Литтон). В соответствии с семейной традицией, Дэвид Кобболд получил образование в Итонском колледже и Кембриджском университете (Тринити-колледж).

## Банковская карьера
Дэвид Кобболд был руководителем международного банковского департамента Банка Лондона и Южной Америки (BOLSA) в конце 1960-х годов под руководством Эдварда Клифтона-Брауна. BOLSA был одним из первых банков на рынке евродолларов, разработанных en:сэром Джорджем Болтоном, председателем BOLSA. Он все больше втягивался в управление Knebworth House для публичных мероприятий, поэтому он оставил банковское дело и посвятил себя дому и поместью.

## Палата лордов
Литтон-Кобболд унаследовал титул барона Кобболда 1 ноября 1987 года и был назначен заместителем лейтенанта лордом-лейтенантом Хартфордшира 8 июня 1993 года. Он был одним из девяноста наследственных пэров, избранных остаться в Палате лордов после принятия Закона о Палате лордов 1999 года. Заняв второе место на первичных выборах в том же году, он заменил Миртл Робертсон, 11-ю баронессу Уортон после её смерти 15 октября 2000 года.
13 октября 2014 года Дэвид Литтон-Кобболд стал вторым человеком, отказавшимся от членства в Палате представителей в соответствии с Законом о реформе Палаты лордов 2014 года, и первым избранным наследственным пэром, сделавшим это.

## Личная жизнь
7 января 1961 года Дэвид Кобболд женился на Кристине Элизабет Стукли (род. 25 апреля 1940), одной из последних дебютанток, представленных королеве в 1958 году, дочери майора сэра Денниса Фредерика Бэнкса Стукли, 5-го баронета (1907—1983), и достопочтенной Шейлы Маргарет Уорик Бэмпфилд (1912—1996).
У них было четверо детей:
- Генри Фромантил Литтон-Кобболд  (род. 12 мая 1962); наследник и нынешний владелец фамильного поместья Knebworth House. С 1987 года женат на Марте Френсис Бун, от брака с которой у него двое детей.
- Питер Гай Фромантил Литтон-Кобболд  (род. 25 ноября 1964), с 1988 года женат на Жинетт Элизабет Кигер, от брака с которой у него двое детей
- Ричард Стакли Фромантил Литтон-Кобболд  (род. 31 июля 1968), который служил почетным пажом королевы Елизаветы II в 1980 году. С 1994 года женат на Фрэнсис Мэри Ланкастер (род. 1968), от брака с которой у него двое детей.
- Розина Ким Кобболд  (род. 14 декабря 1971), одна дочь.